# Oecetis hellen
Oecetis hellen là một loài Trichoptera trong họ Leptoceridae. Chúng phân bố ở vùng Indomalaya.